# Patagiomyia cyphomyioides
Patagiomyia cyphomyioides är en tvåvingeart som beskrevs av Lindner 1933. Patagiomyia cyphomyioides ingår i släktet Patagiomyia och familjen vapenflugor. Inga underarter finns listade i Catalogue of Life.